# João de Albuquerque de Melo Pereira e Cáceres
João de Albuquerque de Melo Pereira e Cáceres, (Portugal ? — Vila Bela da Santíssima Trindade, 28 de fevereiro de 1796) fidalgo e oficial da infantaria portuguesa, foi capitão-general da Capitania de Mato Grosso de 20 de setembro de 1789 até a sua morte. Cáceres chegou a Mato Grosso, na cidade de Vila Bela, em 16 de outubro de 1789 sendo recebido pelo seu irmão Luís de Albuquerque de Melo Pereira e Cáceres.